# 장영희
장영희(張英姬, 1952년 9월 14일 ~ 2009년 5월 9일)는 대한민국의 수필가이자, 번역가, 영문학자이다.
서울 출신으로 1975년에 서강대학교 영문학과를 졸업하고, 1977년에 동 대학원에서 석사 학위를 취득했으며, 1985년에 '19세기 미국 작가들의 개념세계와 현실세계 사이의 자아여행(Journeys between Real and the Ideal)'이라는 논문으로 뉴욕 주립대학교 올버니에서 박사 학위를 취득하였다.
1985년부터 모교인 서강대학교 영어영문학과 교수로 재직하였으며, 코리아 타임즈(1987년부터)와 중앙일보(2001년부터) 등 주요 일간지에 칼럼을 기고하였고 한국 호손학회(1995년부터)와 한국 마크 트웨인 학회(2003년부터) 등에서도 이사 및 편집이사로 활동하였다. 2004년 재단법인 한국장애인 재단 감사로 활동하였고, 2006년 동아일보 ‘동아광장’의 집필진으로 활동하였다. 서울대학교 영문과 교수였던 영문학자 장왕록의 차녀이다. 그 외에도 고등학교 영어 교과서를 집필하기도 했다.

## 생애

### 소아마비, 그리고암
태어났을때부터 소아마비에 걸렸다. 간암으로 사망했다.

### 차별

#### 택시기사들의 차별
생후 1년 만에 두 다리를 쓰지 못하는 소아마비에 걸려 1급 장애인 판정을 받았기 때문에 비장애인들의 차별과 싸워야 했다.
그녀는 어린 시절 겪은 비장애인들의 차별을 다음과 같이 기억했다.
| “ | 중학교까지는 학교가 가까워서 엄마가 데려다 줬어요. 그때 오빠가 대학생이어서 간혹 저를 데려다 주고는 했지요. 그러다 중학교 3학년때부터 택시를 타야 되는 거리가 되었어요. 그 당시만 해도 택시 운전수들이 아주 불친절했거든요. 기본요금 나온다고 구박하고, 골목으로 들어간다고 구박하고, 그래서 토요일 같은 때에는 택시를 못 잡아서 다섯시간동안 길거리에 서 있어야 한 적도 있었어요. 그래서 그게 제일 힘들었죠. | ” |

#### 대학교들의 차별
대학교에서 공부하려고 할 때에는 입학 시험을 보지 못하게 하는 차별탓에 공부할 대학교가 없었다. 아버님인 장왕록 서울대학교 교수가 로마 가톨릭 예수회 대학교인 서강대학교의 영문과장이던 브루닉 신부를 찾아가 시험이라도 보게 해달라고 했다. 브루닉 신부는 이런 말로 입학시험을 보도록 허락했다.
| “ | 무슨 그런 이상한 질문이 있습니까? 시험을 머리로 보는 것이지, 다리로 보나요? 장애인이라고 해서 시험보지 말라는 법이 어디 있습니까? | ” |

#### 미국 유학의 계기,박사과정에서의 차별
장영희 교수가 박사과정을 공부하려고 다른 대학교에서 공부하려고 하니 교수들이 받아주지 않았다. 그날 부로 영어 공부를 해서 그 다음해 미국 뉴욕주립대학교 올버니로 유학길에 올랐다.

### 암
2001년에 유방암 선고를 받고 3번의 수술과 방사선 치료를 받은 끝에 회복되었으나 2004년에 다시 척추에서 암이 발생하여 2006년에 회복되었으나, 마지막으로 2008년에는 간암까지 발병하여 학교를 휴직하고 치료를 받았으나 2009년 사망하였다. 이렇게 세 차례 암이 발병하였으나 희망을 버리지 않았고, 투병 와중에도 여러 책을 펴내었다. 신실한 로마 가톨릭 교인인 장영희 교수는 자신을 걱정하는 사람들에게 "하느님은 다시 일어서는 법을 가르치기 위해 넘어뜨린다고 나는 믿는다"라고 했다.

### 장애인권리 보호
2001년 미국 하버드대학교 방문교수로 있었을 때, 당시 거주했던 7층짜리 아파트의 엘리베이터가 고장이 나 꼭대기 층에 살았기 때문에 3주 동안 계단을 오르내려야 했었다. 이에 그 아파트를 관리하던 부동산 회사를 상대로 싸워 사과와 함께 보상을 받아냈다.
'보스턴 글로브'는 이 이야기를 머리기사로 소개했고, NBC TV와 지역 방송들도 앞다투어 소개하였다.

## 사망
2009년 5월 9일에 간암으로 사망하였다. 그 당시에 그녀는 56세였다.

## 저서
- 《살아온 기적 살아갈 기적》 (2009년)
- 《공부의 즐거움》 (공저, 2006년)
- 《생일》 (2006년)
- 《축복》 (2006년)
- 《문학의 숲을 거닐다》(2005년)
- 《내 생애 단 한번》 (2000년)

## 상훈
- 대한민국장애인문화예술대상 (2009년)
- 올해의 문장상 (2002년) - 수필집 <내 생애 단 한번>으로 수상
- 한국문학번역상 (1981년) - 김현승의 시를 번역해 수상

## 남긴글
- “아무리 운명이 뒤통수를 쳐서 살을 다 깎아먹고 뼈만 남는다 해도 울지 마라. 기본만 있으면 다시 일어날 수 있다. 살이 아프다고 징징거리는 시간에 차라리 뼈나 제대로 추려라. 그게 살 길이다.” ~ 《살아온 기적, 살아갈 기적》 (p. 141)
- “어차피 인생은 장애물 경기이다. 하루하루 살아가는 것은 드라마의 연속이고, 장애물 하나 뛰어 넘고 이젠 됐다고 안도의 한숨을 몰아 쉴 때면 생각지도 않았던 또 다른 장애물이 나타난다. 그 장애가 신체장애이든, 인간관계이든, 돈이 없는 장애이든, 돈이 너무 많은 장애이든.” 《문학의 숲을 거닐다》 (p. 228)
- “희망을 가지지 않는 것은 죄이다. 빛을 보고도 눈을 감아버리는 것은 자신을 어둠의 감옥 속에 가두어버리는 자살행위와 같기 때문이다.”~ 《내 생애 단 한번》 (p. 89)
- “어쩌면 우리 삶 자체가 시험인지 모른다. 우리 모두 삶이라는 시험지를 앞에 두고 정답을 찾으려고 애쓴다. 그것은 용기의 시험이고, 인내와 사랑의 시험이다. 그리고 어떻게 시험을 보고 얼마만큼의 성적을 내는가는 우리들의 몫이다.”~ 《내 생애 단 한번》 (p. 135)
- '헨리 제임스의 <미국인>이라는 책의 앞부분에는 한 남자 인물을 소개하면서 '그는 나쁜 운명을 깨울까 봐 살금살금 걸었다'라고 표현한 문장이 있다. 나는 그때 마음을 정했다. 나쁜 운명을 깨울까 봐 살금살금 걷는다면 좋은 운명도 깨우지 못할 것 아닌가. 나쁜 운명, 좋은 운명 모조리 다 깨워가며 저벅저벅 당당하게, 큰 걸음으로 걸으며 살 것이다, 라고.(살아온 기적, 살아갈 기적 후문 中)